# Lars Fredrik Svanberg
Lars Fredrik Svanberg,  född den 13 maj 1805 i Stockholm, död den 16 juli 1878 i Uppsala, var en svensk kemist och mineralog. Han var son till Jöns Svanberg och bror till Adolf Ferdinand Svanberg. 
Efter privatundervisning blev Svanberg 1819 student vid Uppsala universitet och ägnade sig därefter åt bergsvetenskaperna. Men han tog aldrig examen inom detta fack, då bergsexamen den tiden krävde juridiska studier, som låg utanför Svanbergs intressesfär. I stället genomgick han Bergsskolan i Falun 183–-1833, varefter han 1833–1835 arbetade på Jöns Jacob Berzelius' laboratorium i Stockholm. Under tiden befordrad till löjtnant i Flottans mekaniska kår anställdes han 1839 som lärare i fysik och kemi vid Krigsakademien på Karlberg men tog 1840 tog avsked med kaptens titel. Efter att dels 1839 ha varit uppförd på förslag till föreståndarplatsen vid Falu bergsskola, dels 1847 innehaft förslagsrum till kemiska professuren i Lund utnämndes han 1850 till Vetenskapsakademiens kemist. Två år senare kom han i fråga för den nya professuren i allmän kemi vid Uppsala universitet; han fick fullmakt på professuren 1853 och innehade den till 1874. 
Svanbergs kunskaper togs ofta i anspråk i praktiska frågor. Vid Flottans mekaniska kår skulle han kontrollera all kanon- och järntillverkning som utfördes för flottan. År 1838 undersökte han på uppdrag av Riksbanken sammansättningen av rikets silvermynt och anställdes 1839 som kemist hos Brukssocieteten. Samma år blev han ledamot av den kommitté som skulle uppgöra reglemente för artilleripjäsers och projektilers besiktning, fick vidare 1843 Jernkontorets uppdrag att bilda och förvalta ett metallurgiskt kabinett samt företog härför och för andra vetenskapliga syften vidsträckta och mångåriga resor i Bergslagen. Han blev 1846 ledamot i en kommitté för undersökning av bomullskrutets användbarhet, 1850 medlem i administrationen för gasbelysningens införande i Stockholm och 1851 ledamot i kommittén för uppgörande av plan för en ny kemisk byggnad i Uppsala. 
Svanberg utvecklades helt i skuggan av Berzelius, som också ville att Svanberg skulle efterträda honom som Vetenskapsakademiens kemist. Svanberg framstår som en ganska ordinär kemist, skolad i den berzelianska traditionen med höga krav på analytisk skicklighet. 
Svanbergs blomstringstid var 1840-talet och en skola yngre kemister utgick från hans laboratorium för att sedan få lärostolar i ämnet. Likaså handledde han enskilt 1837–1851 yngre forskare, bland dem flera utlänningar som sedan skapade sig ett namn inom kemin. Efter att 1839 ha blivit ledamot av Vetenskapsakademien blev Svanberg 1841 filosofie hedersdoktor i Giessen, där Justus von Liebig verkade, vann flera gånger inom Vetenskapsakademien det Lindblomska priset samt invaldes till ledamot av Lantbruksakademien, Vetenskapssocieteten i Uppsala med flera in- och utländska samfund. 
Hans tryckta vetenskapliga skrifter uppgår till inemot sextiotal, de flesta införda i Vetenskapsakademiens handlingar, Översikt av Vetenskapsakademiens förhandlingar, Lantbruksakademiens handlingar, Jernkontorets annaler, förhandlingar vid Skandinaviska naturforskarnas möte 1843 och 1849.
Han var riddare av Nordstjärneorden.
Svanberg gifte sig första gången 1836 med Augusta Roth och andra gången 1859 med friherrinnan Augusta Stiernstedt.